# Kittenberger képregénysorozat
A Kittenberger képregények olyan magyar, alternatív történelem-akció-kaland-steampunk képregényalbum sorozat, amely formátumában leginkább a frankofón képregényekhez hasonlítható. Eddig 3 része jelent meg, mindegyik 60 oldalban. A sorozat mindhárom részét jelölték az év képregénye kategóriában Alfabéta-díjra, és az első, valamint a harmadik rész el is nyerte a díjat.
Írói: Somogyi György és Dobó István, rajzolója Tebeli Szabolcs.
A képregényeket a rejtői humor jellemzi, miközben a történet egy vernei világban játszódik.
A legjobb magyar képregényként is hivatkoznak rá.

## Történet
A kötetekben a híres természettudós, vadász, író, Kittenberger Kálmán életének kalandos eseményei keverednek a múlt század elejének izgalmas időszakával, a kor ismert, de mára többségében elfeledett magyar alakjaival, kitalált és irodalmi figurákkal, valamint a steampunk stílus különös gépezeteivel, találmányaival.
1907. A legendás magyar vadász, Kittenberger Kálmán, valamint két barátja, Ács és Baka, Afrika gyarmatosítók által sanyargatott legsötétebb országában, a Kongói Szabadállamban egy állatnak álcázott pusztító fegyverrel csapnak össze. Eközben mit sem sejtenek arról, hogy a szálakat a már háborúra készülő Belgium gépiesített világából mozgatják. 
A sokszor fiktív és látványos környezetben játszódó epizódok Kittenberger életének és a kor történelmének valós eseményein alapulnak. A sorozat világának két legfőbb pillére a humor és a kaland.

## Epizódok

### I. rész -Fabriqué en Belgique
1907. Két magyar kalandor, Ács és Baka megbízást kapnak az angol titkosszolgálat egyik vezetőjétől, hogy kutassanak fel egy rejtélyes, pusztító orrszarvút Belga Kongó területén. Velük tart a legendás magyar vadász is, Kittenberger Kálmán. Ám már az indulás is balul sül el: előbb valaki megmérgezi a megbízójukat, majd a vonat, amivel Kongóba mennének, kisiklik. A balesetet okozó teremtménynek csak a nyomait találják meg, amiből Kittenberger megállapítja, hogy ez a rinocérosz legalább háromszor olyan nehéz volt, mint egy átlagos példány. Kittenbergerék ezután az orrszarvú után erednek.
Ezalatt a belga titkosszolgálat feje megbízza a fiatal nyomozót, Hector Pierrot-t, hogy keresse meg egy Belga Kongóban eltűnt híres tudóst, doktor Frimout-t.
A két szál végül az őrült ezredes, Kurtz táborában találkozik: kiderül, hogy a közelben fekvő kialudt vulkán kráterében Frimout ijesztő háborús fegyvereket, géporrszarvúkat épít. Pierrot-nak sikerül az utolsó pillanatban megtalálni a doktort, mielőtt a csinos kémnő, Liza őt is megmérgezné, s miután megmentette az életét, hazaviszi magával Belgiumba. Kittenberger pedig legyőzi a géporrszarvút, majd felrobbantják Frimout fegyvergyárát.

### II. rész - A hiéna átka
1908. Kittenberger Kálmán a kongói eset után nem sokkal hazatér Magyarországra, és mentoránál, Damaszkin Arzénnál lábadozik. Legfőbb vágya, hogy visszamenjen Afrikába, pénz hiányában azonban nincs esélye elindulni. Ezalatt Ács és Baka az angol titkosszolgálat megbízásából egy Oroszországban lezuhanó rejtélyes tűzgömb nyomába erednek. Váratlanul társuk is akad: Lady Elizabeth, vagyis Liza, aki ezúttal segítségre szoruló angol dámának adja ki magát.
Eközben Budapestre gőzmozdonyán megérkezik Gobelius bej, a titokzatos török mágnás és szolgája, Feruzi Ngee, a mcsávi, akinek sorsa még évekkel korábban összekapcsolódott Afrikában Kittenbergerével. Hősünk, hogy megakadályozzon egy merényletet, végez a mcsávival, miután váratlan ajánlatot kap: tapasztalt Afrika-vadászként kísérje el Gobeliust a fekete kontinensre.
A szálak végül Budapesten futnak össze: Gobelius óriás gőzmozdonya, rajta Kittenbergerrel, épp kigördül a Nyugati pályaudvarról, amikor Ács és Baka megérkeznek, birtokukban a tűzgömb titkát tartalmazó hengerrel.

### III. rész - A pokol kapujában
A  legendás vadász, Kittenberger Kálmán visszatér, és vele együtt a többiek is: Ács és Baka, Liza és Pierrot, valamint Damaszkin, hogy tovább járják kalandos és humoros útjukat a 20. század elejének steampunk világban. Kittenbergernek végre teljesül a vágya, amikor a titokzatos Gobelius bej vonatával újra eljut szeretett Afrikájába, ám hamarosan bajba kerül. Vajon sikerül a nyomába induló két bohém kalandornak, Ácsnak és Bakának utolérnie őt, és vele együtt Gobelius vonatát, mielőtt a bej világot fenyegető ördögi terve célba ér?

## A képregény születése
Az eredeti sztori 2009-ben született, Somogyi György forgatókönyvíró ötlete alapján, Dobó Istvánnal közös fejlesztésben. Még ugyanebben az évben csatlakozott a csapathoz Tebeli Szabolcs aka. Brazil, Alfabéta-díjas képregényrajzoló. A képregény eredetileg egy 2010-es képregénypályázatra készült volna el, amit a Galaktika magazin írt ki, azzal a céllal, hogy egy önálló képregényantológiát adjon ki., ám ez az antológia végül nem jelent meg, a Kittenberger pedig 95%-os készültségi fokon teszthalott állapotba került.
Az első rész végül csak 2016-ban jelent meg magánkiadásban, és azóta három kiadást ért meg.

## Érdekességek
A képregényben rengeteg ún. Easter Egg található.  A Kittenberger sorozat ismert arról, hogy számtalan utalást tartalmaz valódi történelmi eseményekre, történelmileg ismert személyekre, létező helyszínekre, irodalmi alakokra, művekre. Az epizódok végén található lábjegyzetekben ezeknek az utalásoknak a többségéről szócikk formában ismertető található.